# Équipe d'Australie de rugby à XV au tri-nations 2006
L'équipe d'Australie dispute le Tri-nations 2006, terminant à la seconde place, avec deux victoires en six matchs. Ils terminent derrière la Nouvelle-Zélande (cinq victoires) et devant l'Afrique du Sud (2 victoires également).
Au total, 30 joueurs différents sont utilisés par le staff australien, dirigé par John Connolly, lors de la compétition. L'ailier Lote Tuqiri termine meilleur co-meilleur marqueur du tournoi avec trois essais, à égalité avec les sud-africains Fourie du Preez et Jaque Fourie.

## Contexte
La sélection australienne avait terminée dernière du précédent Tri-nations, avec quatre défaite en autant de rencontres. Cette série de défaite se poursuit lors de la tournée de novembre 2006, et les Wallabies achève l'année 2005 avec huit défaites en neuf matchs, ce qui entraine le licenciement du sélectionneur Eddie Jones, et son remplacement par John Connolly,.

## Rencontres

### 1rejournée
| 8 juillet 2006 | Nouvelle-Zélande | 32 - 12 (14 - 7) | Australie | Jade Stadium, Christchurch Arbitre : Jonathan Kaplan |
| 8 juillet 2006 | Essai(s) : 4 Mealamu (28e, 36e), McCaw (50e), Toeava (77e) Transformation(s) : 3 Carter (28e, 36e, 50e) Pénalité(s) : 3 Carter (49e, 56e) | Rapport          | Essai(s) : 2 Tuqiri (16e), Fava (52e) Transformation(s) : 1 Mortlock (16e) Carton(s) jaune(s) : 1 Elsom (27e) | Jade Stadium, Christchurch Arbitre : Jonathan Kaplan |
| 8 juillet 2006 | | Rapport          | | Jade Stadium, Christchurch Arbitre : Jonathan Kaplan |

### 2ejournée
| 15 juillet 2006 | Australie | 49 - 0 (30 - 0) | Afrique du Sud                        | Suncorp Stadium, Brisbane Arbitre : Paul Honiss |
| 15 juillet 2006 | Essai(s) : 6 Paul (16e), Holmes (26e), Giteau (37e, 67e), Latham (59e), Chisholm (76e) Transformation(s) : 5 Mortlock (17e, 26e, 37e, 59e, 76e) Pénalité(s) : 2 Mortlock (22e, 31e) Drop(s) : 1 Larkham (7e) | Rapport         | Carton(s) jaune(s) : 1 Matfield (31e) | Suncorp Stadium, Brisbane Arbitre : Paul Honiss |
| 15 juillet 2006 | | Rapport         |                                       | Suncorp Stadium, Brisbane Arbitre : Paul Honiss |

### 4ejournée
| 29 juillet 2006 | Australie                                     | 9 - 13 (6 - 10) | Nouvelle-Zélande | Suncorp Stadium, Brisbane Arbitre : Alain Rolland |
| 29 juillet 2006 | Transformation(s) : 3 Mortlock (9e, 37e, 62e) | Rapport         | Essai(s) : 1 Rokocoko (10e) Transformation(s) : 1 Carter (11e) Pénalité(s) : 1 Carter (17e) Drop(s) : 1 Carter (60e) | Suncorp Stadium, Brisbane Arbitre : Alain Rolland |
| 29 juillet 2006 |                                               | Rapport         | | Suncorp Stadium, Brisbane Arbitre : Alain Rolland |

### 5ejournée
| 5 août 2006 | Australie | 20 - 18 (10 - 0) | Afrique du Sud                                                                                                 | Telstra Stadium, Sydney Arbitre : Joël Jutge |
| 5 août 2006 | Essai(s) : 2 Gerrard (32e), Rogers (75e) Transformation(s) : 2 Mortlock (32e, 76e) Pénalité(s) : 2 Mortlock (11e, 64e) | Rapport          | Essai(s) : 2 Fourie (55e), Montgomery (68e) Transformation(s) : 1 James (56e) Pénalité(s) : 2 James (46e, 49e) | Telstra Stadium, Sydney Arbitre : Joël Jutge |
| 5 août 2006 | | Rapport          | | Telstra Stadium, Sydney Arbitre : Joël Jutge |

### 6ejournée
| 19 août 2006 | Nouvelle-Zélande | 34 - 27 (11 - 20) | Australie | Eden Park, Auckland Arbitre : Chris White |
| 19 août 2006 | Essai(s) : 3 Eaton (35e), Jack (63e), McAlister (68e) Transformation(s) : 2 Carter (63e, 69e) Pénalité(s) : 5 Carter (5e, 19e, 46e, 61e, 79e) | Rapport           | Essai(s) : 3 Tuqiri (25e, 73e), Elsom (38e) Transformation(s) : 3 Mortlock (26e, 40e, 74e) Pénalité(s) : 2 Mortlock (2e, 15e) Carton(s) jaune(s) : 1 Waugh (79e) | Eden Park, Auckland Arbitre : Chris White |
| 19 août 2006 | | Rapport           | | Eden Park, Auckland Arbitre : Chris White |

### 9ejournée
| 9 septembre 2006 | Afrique du Sud | 24 - 16 (3 - 3) | Australie                                                                                                | Ellis Park Stadium, Johannesbourg Arbitre : Steve Walsh |
| 9 septembre 2006 | Essai(s) : 2 Du Preez (56e), Paulse (73e) Transformation(s) : 1 Pretorius (57e) Pénalité(s) : 3 Pretorius (38e, 42e, 48e) Drop(s) : 1 Pretorius (54e) | Rapport         | Essai(s) : 1 Larkham (45e) Transformation(s) : 1 Mortlock (46e) Pénalité(s) : 3 Mortlock (18e, 60e, 63e) | Ellis Park Stadium, Johannesbourg Arbitre : Steve Walsh |
| 9 septembre 2006 | | Rapport         | | Ellis Park Stadium, Johannesbourg Arbitre : Steve Walsh |

## Classement
| Rang | Nation               | J | V | N | D | Bo | Bd | Pm  | Pe  | Diff | Pts |
| ---- | -------------------- | - | - | - | - | -- | -- | --- | --- | ---- | --- |
| 1    | Nouvelle-Zélande (T) | 6 | 5 | 0 | 1 | 2  | 1  | 179 | 112 | +67  | 23  |
| 2    | Australie            | 6 | 2 | 0 | 4 | 1  | 2  | 133 | 121 | +12  | 11  |
| 3    | Afrique du Sud       | 6 | 2 | 0 | 4 | 0  | 1  | 106 | 185 | -79  | 9   |

|  | Vainqueur de la compétition |
|  | T : tenant du titre 2005    |

## Effectif
En mai 2006, John Connolly nomme un groupe de trente-trois joueurs pour préparer la série de test-matchs du mois de juin, ainsi que le Tri-nations.
Le 4 juillet 2006, l'ailier Ben Tune est rappelé en sélection après une absence de quatre ans, en remplacement de Cameron Shepherd.
Avant le deuxième match de la compétition, le talonneur Sean Hardman et l'ailier Clyde Rathbone sont rappelé dans le groupe.
Le 9 août, le deuxième ligne Alister Campbell, les demi de mêlée Brett Sheehan et Josh Holmes, ainsi que l'ailier Drew Mitchell sont ajoutés à l'effectif.
Avant la dernière journée du Tri-nations, Mat Rogers blessé au genou est remplacé par Scott Staniforth.
| Entraîneur | Entraîneur             | John Connolly                                                                        |
| Avants     | Pilier                 | Al Baxter, Rodney Blake, Greg Holmes, Benn Robinson, Guy Shepherdson                 |
| Avants     | Talonneur              | Sean Hardman, Tai McIsaac, Jeremy Paul                                               |
| Avants     | Deuxième ligne         | Alister Campbell, Mark Chisholm, Daniel Heenan, Nathan Sharpe, Daniel Vickerman      |
| Avants     | Troisième ligne aile   | Rocky Elsom, Al Kanaar, George Smith, Phil Waugh                                     |
| Avants     | Troisième ligne centre | Scott Fava, Wycliff Palu, John Roe                                                   |
| Arrières   | Demi de mêlée          | Sam Cordingley, George Gregan , Josh Holmes, Brett Sheehan, Josh Valentine           |
| Arrières   | Demi d'ouverture       | Stephen Larkham, Gene Fairbanks, Sam Norton-Knight                                   |
| Arrières   | Centre                 | Adam Ashley-Cooper, Matt Giteau, Stirling Mortlock, Mat Rogers                       |
| Arrières   | Ailier                 | Mark Gerrard, Drew Mitchell, Clyde Rathbone, Cameron Shepherd, Lote Tuqiri, Ben Tune |
| Arrières   | Arrière                | Chris Latham, Scott Staniforth                                                       |

Les 30 joueurs en gras ont participé à au moins un match de la compétition.